# Ignacy Boski
Ignacy Boski herbu Jasieńczyk – sędzia ziemiański czerski w 1792 roku, miecznik stężycki w 1786 roku, szambelan królewski w 1785 roku.
Był komisarzem Sejmu Czteroletniego z ziemi stężyckiej województwa sandomierskiego do szacowania intrat dóbr ziemskich w 1789 roku.